# Oldřich Navařík
Oldřich Navařík (1. května 1934 – 25. listopadu 2004 Brno) byl moravský římskokatolický duchovní a čestný kanovník Královské stoliční kapituly u sv. Petra a Pavla v Brně.

## Životopis
Narodil se v Brně. Po maturitě na gymnáziu studoval v letech 1953–1957 Cyrilometodějskou bohosloveckou fakultu v Litoměřicích. Zde byl také 23. června 1957 vysvěcen. Primiční mši svatou sloužil v rodné farnosti Brno-Židenice o týden později. V dalších letech působil jako kooperátor na řadě míst brněnské diecéze – Poštorná (1957), Bučovice (1959–1960), Křtiny (1960), Moravské Budějovice (1960–1966). Jeho prvním farářským působištěm byla bystrcká farnost (1966–1969). Z Brna-Bystrce byl přeložen do Dubňan, kde působil do roku 1972. V srpnu 1972 byl jmenován dómským vikářem v Brně na Petrově. 
Roku 1973 byl jmenován čestným kanovníkem Královské stoliční kapituly a zároveň sekretářem biskupského ordinariátu na Petrově. Stal se rektorem kostela sv. Michala v Brně a rektorem jezuitského kostela Nanebevzetí Panny Marie.
Koncem sedmdesátých let zavedl v jezuitském kostele Nanebevzetí Panny Marie pobožnost adorace kříže podle modliteb se zpěvy v Taizé. Tato setkání navštěvoval velký počet zejména studentské mládeže. Během působení P. Navaříka v tomto kostele měla zde v listopadu 1984 promluvu Matka Tereza z Kalkaty při své návštěvě Brna.
V osmdesátých letech jako rektor kostela sv. Michala zde poskytl útočiště zpívající mládeži převážně z farnosti sv. Tomáše, vznikl tak chrámový sbor kostela sv. Michala.
Zemřel při autonehodě, když ho srazilo auto na přechodu před tuřanským kostelem.  Pohřben je na hřbitově v Brně-Tuřanech.